# Anno di Heimburg
Anno di Heimburg (... – dopo il 1170) fu un ministeriale tedesco e Vogt di Goslar.

## Biografia
Anno e suo fratello Luppold sono tra i più antichi membri accertati della stirpe dei signori di Heimburg. Furono presumibilmente nominati dal duca sassone e re dei Romani Lotario III († 1137) al castello di Heimburg, che si trova nell'attuale circondario dello Harz, dopo aver preso possesso del castello imperiale. Dopo la morte di Lotario III, il castello e le terre ministeriali passarono infine al nipote ed erede Enrico il Leone, che fu duca di Sassonia dal 1142. Tra il 1143 e il 1166, Anno di Heimburg è documentato più di 20 volte sia nel ducato di Sassonia che al di fuori di esso. Nel 1145 fu coinvolto nella fondazione dell'abbazia di Riddagshausen da parte del ministeriale Liudolfo di Dahlum. Anno possedeva feudi di Enrico il Leone nella zona di Goslar, come il sito del mulino vicino al Ponte del Re e le proprietà sul Nordberg. Dal 1152 al 1163 Anno fu Vogt di Goslar. Fu ciambellano di Enrico il Leone tra il 1143 e il 1170.
Anno di Heimburg morì dopo il 1170 e lasciò i figli Enrico, Anno, Luppold ed Erkenbert.